# Sigurd Cochius
Sigurd Cochius (Hilversum, 7 maart 1916 - aldaar, 5 maart 2001) was een plaatselijk bekende dwarsfluitist/straatmuzikant in Hilversum en Utrecht.
Cochius was de zoon van Petrus Marinus Cochius, een welgestelde glasindustrieel uit Leerdam. Aanvankelijk was hij tennisleraar. Na de dood van zijn moeder woonde hij in het ouderlijk huis in Blaricum. Aan het eind van de jaren zestig veranderde Cochius zijn levensstijl en stelde zijn huis open voor jongeren. 
Cochius was betrokken bij Provo. Bij de ongeregeldheden in juni 1966 trok een twintigtal provo’s zich met veel tamtam enkele dagen terug in zijn huis in Blaricum, om te bewijzen dat Provo niet aan de rellen deelnam. Bij de happening waarbij Provo zichzelf in 1967 ophief speelde Cochius het Wilhelmus. 
Omdat hij niet in staat was de villa goed te beheren - en de drugsverslaafde Amsterdamse jongeren die bij hem logeerden in de hand te houden - was de villa na drie jaar veranderd in een ravage. Cochius vertrok daarop, woonde enige tijd op kamers en huurde uiteindelijk een woning in Hilversum. Hij werd overigens nogal eens aangezien voor een zwerver, wat hij niet was.
Cochius vergaarde begin jaren zeventig publieke bekendheid met optredens op het Leidseplein, nabij restaurant 'Het Hof van Holland' te Hilversum en in Hoog Catharijne. Hij ontwikkelde het cochisme, een combinatie van vrolijke fluitriedeltjes en het voordragen van cochichten.
Steevast werden Cochius' dure dwarsfluiten door de politie in beslag genomen, waarbij Simon Vinkenoog in 1979 een aantal noemt van 200. Toch bleef hij doorspelen en werd daarmee een voorvechter voor vrije straatmuzikanten. Op initiatief van de PSP-fractie besloot de Utrechtse gemeenteraad het maken van muziek op straat toe te staan, waarna ook andere steden volgden. Cochius heeft ruim dertig jaar op straat gemusiceerd. Hij zat doorgaans in Utrecht aan de Oudegracht of in Hoog Catharijne. Cochius overleed op 5 maart 2001 aan een hartaanval in een ziekenhuis in Hilversum.
Na zijn dood gingen in het Utrechts Nieuwsblad (waarin hij al eerder in 1988 abusievelijk werd doodverklaard) stemmen op voor een gedenkteken. Dat kwam er ook aan de Oudegracht in de vorm van een plaquette op het bankje op de Bezembrug waarop hij vaak zat te spelen.

## Discografie
- Cochius Flute Folk (33 rpm LP), Klaverblad, 1982.
- Te horen op het album Soldaat van Oranje (2006) van Bong-Ra, in het nummer Tastend in het Duister.
- Te horen op een concert van VPRO's Piknik van de Amerikaanse groep Canned Heat bij Kasteel Groeneveld te Baarn.
- Te horen op een concert van Kevin Ayers: “looking for amusement, live Netherlands ‘70” VPRO